# Michael Mols
Pour les articles homonymes, voir Mols.
Michael Alexander Mols est un footballeur néerlandais né le 17 décembre 1970 à Amsterdam. Il termine sa carrière en 2009 au Feyenoord Rotterdam.

## Carrière
- 1991–1993 : Cambuur Leeuwarden (Pays-Bas)
- 1993–1996 : FC Twente (Pays-Bas)
- 1996–1999 : FC Utrecht (Pays-Bas)
- 1999–2004 : Glasgow Rangers (Écosse)
- 2004–2005 : FC Utrecht (Pays-Bas)
- 2005–2007 : ADO La Haye (Pays-Bas)
- 2007–2009 : Feyenoord Rotterdam (Pays-Bas)